# Barrage de Katse
Le Barrage de Katse (LHWP) est un barrage au Lesotho. Il a été construit en 1996 sur la rivière Malibamat'so (un affluent du fleuve Orange). Il a pour vocation principale d'alimenter l'Afrique du Sud pour l'eau potable et l'agriculture. Il fait partie du Lesotho Highlands Water Project.
Haut de 185 mètres, il permet le transfert de 17 m3 d'eau par seconde vers la retenue de la rivière Vaal, près de Johannesburg, située à environ 300 kilomètres au nord.
En outre, il fournissant 72 MW d’électricité à la Lesotho Electricity Corporation (LEC) à partir du barrage de la centrale de Muela, construite à mi-parcours d’un tunnel de transfert de 82 kilomètres de long. 
Son coût de construction est d’environ 2,5 milliards de dollars.